# Porcellio maculatus
Porcellio maculatus là một loài chân đều trong họ Porcellionidae. Loài này được Iwamoto miêu tả khoa học năm 1943.